# Зилим
Зилим (на руски: Зилим; на башкирски: Еҙем) е река в Република Башкортостан на Русия, десен приток на Белая (ляв приток на Кама, ляв приток на Волга). Дължина 215 km. Площ на водосборния басейн 3280 km².
Река Зилим води началото си от хребета Юрматау, в планината Южен Урал, на 590 m н.в., в централната част на Република Башкортостан. В горното и средното си типична планинска река с бързо течение и множество прагове, като тече предимно в северозападно направление в тясна и дълбока долина със стръмни, на много места скалисти брегове. В долното течение е типична равнинна река и силно меандрира. Влива се отдясно в река Белая (ляв приток на Кама), при нейния 585 km, на 88 m н.в., срещу село Прибелски, в централната част на Република Башкортостан. Основен приток Мендим (54 km, ляв). Има смесено подхранване с преобладаване на снежното с ясно изразено пролетно пълноводие в края на април. По течението ѝ са разположени няколко малки населени места и бурното течение на реката дава възможност за практикуване на рафтинг, а почти безлюдните райони за риболов и воден туризъм.